# Albert Kahn Building
El Albert Kahn Building, anteriormente New Center Building, es un edificio de oficinas ubicado en 7430 Second Avenue en el New Center de Detroit, Míchigan, terminado en 1931. Fue incluido en el Registro Nacional de Lugares Históricos en 1980.

## Historia
El New Center Building fue construido por los hermanos Fisher (Frederick, Charles, William, Lawrence, Edward, Alfred y Howard) y diseñado por Albert Kahn. Está ubicado en diagonal frente al Fisher Building (también diseñado por Kahn y construido por los Fisher). Los dos son similares arquitctónicamene y están conectados por un subterráneo peatonal. Fue diseñado originalmente para albergar oficinas y locales comerciales, pero actualmente solo alberga oficinas. El edificio pasó a llamarse Albert Kahn en 1988. Desde 1940 hasta 1980, parte de la planta baja estuvo ocupada por la tienda número 4 de Saks Fifth Avenue.
Al igual que en el Fisher, Kahn utilizó materiales de alta calidad para construir el nuevo edificio del centro, incluidos pisos de vestíbulo de mármol pulido y puertas de ascensor de latón.
En junio de 2015, el promotor inmobiliario Redico LLC, con sede en Southfield, en asociación con HFZ Capital Group de la ciudad de Nueva York y otros, compraron los edificios Fisher y Albert Kahn adyacente, más 2.000 espacios de estacionamiento en dos estructuras de estacionamiento y tres lotes de superficie en New Center por 12,2 millones en subasta. Redico dijo que la asociación planea hacer la transición de los dos edificios conectados a lo que llamó un desarrollo de uso mixto "verdaderamente urbano", con una combinación de usos de oficinas, minoristas, residenciales y de entretenimiento. El proyecto de varios años tiene un costo potencial de 70 millones a 80 millones de dólares además del precio de compra.
En junio de 2018, una empresa conjunta entre Northern Equities y Lutz Real Estate compró el edificio Albert Kahn por 9,5 millones de dólares de The Platform. Los planes de reurbanización con un costo de 58 millones, crearán 211 apartamentos y más de 6.900 metros cuadrados de espacio comercial y de venta al por menor, cuya finalización está programada para mediados de 2020.